# 梱格
梱格是名词一种格，意为“赋予”或“提供”。
这种格存在于都米语，以后缀-mi标记。
匈牙利语中梱格以后缀-s标记。例如，“ajtó”(“门”)，如在“zöld ajtós ház”(“有绿门的房子”)；“hálószoba”(“卧室”)，如在“2 hálószobás lakás”(“两居室”)。
斯瓦西里语中，-enye是梱格后缀。它是个独立于前一个名词分类、与后一个名词分类一致的前缀，出现在诸如“nyumba yenye chumba kimoja”的表达中，这句话意为“一居室”。